# Hans Matthießen
Hans Eduard Christian Matthießen (* 21. Dezember 1895 in Farnewinkel (Kirchspiel Meldorf); † 6. Juni 1975 Lübeck) war ein deutscher evangelisch-lutherischer Pastor und Landessuperintendent für Lauenburg mit Sitz in Ratzeburg.

## Beruflicher Werdegang
Nach seiner Ordination am 12. August 1923 in Schleswig war Matthießen vom 1. September bis 13. Oktober 1923 Provinzialvikar in Odenbüll auf Nordstrand. Anschließend war er Gemeindepastor in Odenbüll. 
Am 1. Oktober 1928 trat er eine Stelle als Seemannspastor in Sant’Ilario bei Genua an, die er bis zum 10. November 1934 innehatte. Der Auslandsorganisation der NSDAP gehörte er seit dem 1. Dezember 1932 an. Im Lauf des Jahres 1934 wurde er zeitweilig aus der Partei ausgeschlossen. Nach seiner Rückkehr nach Deutschland wurde er auf die Pfarrstelle in Sahms berufen, die er am 11. November 1934 antrat. Anfang der 1930er Jahre schloss sich Matthießen den Deutschen Christen an. 1935 trat er der NSDAP wieder bei (Mitglieds-Nr. 1321145). Dieser Partei gehörte er bis zum Februar 1944 an. Ab dem 2. Juli 1944 amtierte er als Landessuperintendent für Lauenburg und zugleich Pastor an St. Petri-Ratzeburg.
Matthießen gehörte zu den „elf Persönlichkeiten verschiedener Richtungszugehörigkeit“, die im Juni 1945 den Aufruf zu den Wahlen für die Propsteisynoden und die Vorläufige Landessynode unterzeichneten. Unter seinem Vorsitz trat am 18. Juli 1945 die vorläufige „Lauenburgische Synode“ zusammen, auf der die Außerkraftsetzung sämtlicher Gesetze und Maßnahmen der Nationalsozialisten gefordert wurde. Matthießen bot seinen Rücktritt an, wurde aber von den Lauenburgischen Synodalen im Amt gehalten.
Die ersten Jahre seiner Amtszeit als Landessuperintendent waren durch die kirchliche und diakonische Versorgung der in das Kreisgebiet geströmten Flüchtlinge und deren Integration in die bestehenden Kirchengemeinden geprägt. Matthießen erhielt dafür die theologische Ehrendoktorwürde in Kiel.
Am 13. Juli 1952 weihte Matthießen die aus schwedischen Spendenmitteln errichtete „Schwedenkirche“ in Grünhof-Tesperhude (Geesthacht) ein. Sie erhielt, nach dem großen Altargemälde der schwedischen Malerin Gerda Höglund, das den Jünger Thomas vor dem auferstandenen Christus zeigt, den Namen St.-Thomas-Kirche.

## Ehrungen
- Theologischer Ehrendoktor der Kieler Theologischen Fakultät